# Atopsyche rawlinsi
Atopsyche rawlinsi är en nattsländeart som beskrevs av Sykora 1991. Atopsyche rawlinsi ingår i släktet Atopsyche och familjen Hydrobiosidae. Inga underarter finns listade i Catalogue of Life.